# Wonocepokoayu
Wonocepokoayu is een bestuurslaag in het regentschap Lumajang van de provincie Oost-Java, Indonesië. Wonocepokoayu telt 2407 inwoners (volkstelling 2010).